# 1101년 십자군
1101년 십자군은 제1차 십자군의 성공 이후 1100년과 1101년 사이에 조직된, 세 차례의 개별적으로 움직인 소규모 십자군이다. 이 십자군에 참여한 이들이 제1차 십자군 전쟁 중 복귀하던 때에 일어난 것이기에 비겁한 자들의 십자군이라고도 불린다.
새롭게 설립된 예루살렘 왕국의 지원군 요청으로, 교황 우르바노 2세 (자신이 요청한 십자군의 결과를 알기 전에 사망함)의 후임자인 교황 파스칼 2세는 새로운 군사 원정을 주장했다. 그는 특히나 십자군 참전 맹세를 했으나 출정하지 않았던 자들, 출정 중에 되돌아왔던 이들에 대해서 강력히 촉구하였다. 이 자들 중에 일부는 고향 땅에서 멸시를 받고 있었고 동방으로 다시 복귀하라는 강한 압박을 받고 있었다. 1098년 안티오키아 공방전에서 달아난 블루아 백작 에티엔의 아내인 블루아의 아델은 남편으로 인해 수치심을 느껴 고향 땅에 머무는 걸 허용하지 않았다.

## 롬바르디아

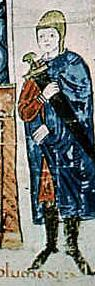
Vita Mathildis에서 나온 1100년경의 롬바르디아-토스카나 병사.

안셀모 4세

제1차 십자군 당시처럼, 순례자들과 병사들은 하나의 거대한 군세의 일부로 출발하지 않고 오히려 서유럽의 각기 다른 여러 지역들에서 온 몇몇 무리들의 일부로서 출발하였다. 1100년 9월, 롬바르디아 출신들로 이뤄진 한 무리가 밀라노에서 출발하였다. 이 무리는 대부분이 밀라노 대주교 안셀모 4세가 이끈 훈련받지 않은 농민들이었다. 이들은 비잔티움 제국의 영토에 도착하자, 거침없이 약탈을 벌였고, 비잔티움 황제 알렉시오스 1세는 이들을 콘스탄티노플 외각의 한 야영지로 유도하였다. 하지만 이로는 이들을 만족시킬 수는 없었고, 그들은 도시 내부로 진격하여 블라헤르네 궁전을 약탈하였으며, 심지어는 알렉시오스의 애완 사자도 죽였다. 롬바르디아인들은 재빨리 배를 타고 보스포로스 해협을 건너가 니코메디아에서 지원군을 기다리기 위한 주둔지를 차렸다.
니코메디아에서 이들은 작지만 강력한 블루아의 에티엔, 부르군트 백작 스테판 1세, 부르고뉴 공작 외드 1세, 신성 로마 황제 하인리히 4세의 무관장 콘라트가 이끄는 프랑스, 부르고뉴, 독일 파견군과 1101년 5월에 합류하였다. 그 뒤로 제1차 십자군의 지도자 중 한 명이었으며, 현재는 비잔티움 황제 밑에서 활동하던 툴루즈의 레몽 4세가 니코메디아에서 합류하였다. 그는 이 병력 전체의 지휘권자로 임명되었으며, 비잔티움의 페체네그 용병 부대도 지타스라는 지휘관과 함께 십자군과 같이 보내졌다.
이 병력은 5월 말에 도릴레움 쪽을 향하여 제1차 십자군 기간인 1097년 레몽과 에티엔이 지났던 경로를 따라 진격하였다. 이들은 이코니움을 향해 계속 진격할 예정이었으나, 모든 다른 파견 병력들보다 수가 많던 롬바르디아 측이 다니슈멘드 측에 포로로 잡힌 안티오키아의 보에몽 1세가 있는 니크사르를 향해 북쪽으로 가기로 결정하였다. 1101년 6월 23일에 안키라를 점령하고 이를 알렉시오스에게 반환한 십자군은 북쪽으로 방향을 바꾸었다. 이들은 강그라의 철저하게 준비한 방어군을 상대로 잠시 공성전을 벌이다가, 튀르크 측이 지배하던 카스타모누 (카스타모네)를 점령하기 위해 북쪽으로 계속 움직였다. 하지만 이들은 셀주크 튀르크의 공격을 받아, 몇 주간 공격에 시달리다가, 7월에 전멸하였다.
이때, 롬바르디아인들의 위협 속에 있던 전체 병력은, 안전할 수도 있는 흑해의 해안가를 저버리고 다니슈멘드 영토가 있고 보에몽의 해방을 위하여 동쪽으로 움직였다. 하지만, 킬리지 아르슬란 1세이 이끄는 셀주크 병력은 분열이 제1차 십자군을 막을 수 없는 원인이었다는 걸 깨닫고, 이제는 다니슈멘드와 알레포의 리드완과도 동맹을 맺었다. 8월 초 십자군들은 메르지폰에서 이슬람 연합군과 마주친다.

### 메르지폰 전투
메르지폰 전투에서, 십자군 측은 부르고뉴 병력, 레몽 및 비잔티움 병력, 독일 병력, 프랑스 병력, 롬바르디아 병력 등 다섯 개로 조직되어 있었다. 튀르크군은 메르지폰의 파플라고니아 산맥 인근에서 십자군 병력을 거의 전멸시켜냈다. 전장은 튀르크 측에 적합했었고 이들의 적들에게는 건조하고 불편한 지역이었는데, 튀르크의 기병대에게 충분한 공간이 있는 탁 트인 곳이었다. 튀르크군은 며칠간 라틴인들에게는 골칫거리였는데, 마침내 튀르크군은 라틴인들이 킬리지 아르슬란 1세가 원하는 곳에 있는지 확인하였고 이들이 소량의 보급품만을 갖고 있다는 것을 확실히 하였다.
전투는 수일간 벌어졌다. 첫날에 튀르크군은 십자군 병력의 진군을 막아서고 이들을 포위하였다. 그 다음 날에, 콘라트는 독일군을 이끌고 공격을 감행했으나 처절하게 실패하고 말았다. 이들은 튀르크 병력의 빈틈을 만들어내는 것을 실패했을 뿐만 아니라 기독교 병력 본대로 복귀할 수 없었고 인근 요새로 대피해야만 했다. 이는 독일군들이 자신들의 위력을 발휘할 수 있었을지 모르는 공격을 위한 보급, 도움, 연락에서 차단당했다는 것을 의미하였다.
3일 차는 약간의 또는 어느 진지한 전투도 벌어지지 않으며 다소 조용하였으나, 4일 차에, 십자군들은 자신들이 빠진 함정에서 벗어나기 위한 격렬한 노력을 벌였다. 십자군은 튀르크 병력에 막대한 피해를 입혔지만, 이 공격은 마지막 날에 실패하고 마는데 킬리지 아르슬란이 알레포의 리드완 그리고 다른 다니슈멘드의 군주들과 합류한 것이었다.
선봉에 있던 롬바르디아 측은 패퇴했고, 페체네그인들은 달아났으며, 프랑스와 독일 병력들은 또한 물러서야만 했다. 레몽이 바위에 깔렸다가 에티엔과 콘라트에 의해 구해졌다. 전투는 다음날까지 계속되다가, 십자군 주둔지가 함락되었고 기사들은 여성, 아이들, 성직자들이 살해당하거나 노예로 팔리게 내버려두고 달아났다. 말이 없던 롬바르디아인들의 대부분은 튀르크인들에게 얼마 못 가 발견되어 살해당하거나 노예가 되었다. 레몽, 블루아의 에티엔, 부르군트의 스테판 등은 시노프가 있는 북쪽으로 도망간 뒤에, 배를 타고 콘스탄티노플로 돌아왔다.

## 느베르군
롬바르디아 파견군이 니코메디아를 떠난지 얼마 안 되어, 느베르의 기욤 2세가 이끈 별개의 병력이 콘스탄티노플에 도착했다. 그는 바리에서 아드리아해를 건너 비잔티움 제국으로 넘어온 것이었고, 콘스탄티노플로 온 것은 의도적인 것이었는데 십자군들한테는 흔치 않은 일이었다. 그는 재빨리 다른 이들과 합류하려 했으나, 느베르 병력과 롬바르디아 측이 여러 번 서로 가까이 있었음이 틀림없었으나, 다른 이들을 발견하지 못했다. 기욤은 잠깐 동안 이코니움 (코냐)을 포위했으나 점령하지는 못하였고, 그는 얼마 못 가 헤라클레이아 키비스트라에서 킬리지 아르슬란에게 기습을 당하였는데, 그는 막 메르지폰에서 롬바르디아 병력을 패배시켰고 가능한 한 빨리 이 새로운 군대를 전멸시키고 싶어했다. 헤라클레이아에서 느베르에서 온 병력의 대다수가 백작 본인과 소수 인원을 제외하고 전멸당하였다.

## 프랑스와 바이에른군
기욤 2세가 콘스탄티노플을 떠나자마자,아키텐의 기욤 9세, 베르망두아의 위그 (제1차 십자군 참가 맹세를 이행하지 않았던 자 중 한 명), 바이에른 공작 벨프 1세 등이 이끈 세 번째 병력이 도착하였으며 오스트리아의 레오폴트 3세의 어머니인 오스트리아의 이다가 이들과 동행했었다. 이들은 콘스탄티노플로 가는 중에 비잔티움 영토를 약탈했었고 이들을 막으러 보내진 페체네그 용병들과 충돌 직전까지 갔다가, 기욤과 벨프가 개입하여 중재하였다.
콘스탄티노플에서 아키텐-바이에른 병력은 둘로 나뉘어, 한쪽은 배를 타고 야파로 직행하였는데 그 중 일부가 연대기 작가 아우라의 에케하르트였다. 육로로 갔던 나머지 병력은 이전의 병력처럼 9월에 헤라클레이아에 도달했지만, 킬리지 아르슬란에게 급습을 당하여 학살당하였다. 기욤과 벨프는 탈출을 했으나, 위그는 치명적인 부상을 당했다. 생존자들은 마침내 타르수스에 도착했고 이곳에서 위그는 10월 18일에 사망하였다. 이다는 이 급습 중에 행방불명되었고 아마 전사했을 것이지만, 후대의 전설에 의하면 그녀는 포로로 잡혔다가 1140년대 십자군의 최대의 적수였던 장기의 어머니가 되었다고 하나, 이는 연대상의 문제에 따라 불가능하다.

## 여파
느베르의 기욤 역시도 타르수스로 대피했고 툴루즈의 레몽이 그랬던 것처럼 나머지 생존자들과 합류하였다. 레몽의 지휘 하에 이들은 제노바 함대의 도움으로 타르토사를 점령하였다. 이때부터 십자군은 좀 더 성지 순례에 가까웠다. 생존자들은 1101년 말에 안티오키아에 도달했고, 1102년 부활절에는 예루살렘에 도착하였다. 그 뒤로, 이들 중 다수는 자신들의 맹세를 이행했기에 바로 고향으로 돌아갔는데, 일부는 이집트의 라믈라 공격을 막아내고 있던 보두앵 1세를 돕기 위해 잔류하였다. 블루아의 에티엔은 이 전투 중에 전사했고, 후대의 예루살렘과 키프로스의 뤼지냥 왕조의 선조인 뤼지냥의 위그 6세도 마찬가지였다. 쿠르트네의 조슬랭 역시도 잔류하여, 1118년에 에데사 백작이 되었다.
십자군들의 패배는 킬리지 아르슬란이 이코니움을 수도로 삼을 수 있게 하였고, 또한 무슬림들에게는 제1차 십자군 때 보여진 것처럼 십자군들이 무적의 존재가 아님을 증명해주었다. 십자군 및 비잔티움 병력은 서로 이 패배에 대해 비난하였으며, 이들 중 누구도 이때부터 킬리지 아르슬란이 자신의 세력을 구축해놓은 아나톨리아를 통해서 가는 안전 경로를 확보할 수가 없었다. 성지로 향하는 유일한 안전한 경로는 바닷길이었고, 여기에서 이탈리아의 해양 공화국들이 이득을 보았다. 콘스탄티노플에서 출발하는 안전한 육로가 부족하다는 점은 안티오키아 공국에서도 이점이었는데, 여기서 보에몽을 대신해 다스리던 갈릴리 후작 탕크레드는 비잔티움의 개입 없이 자신의 세력을 구축할 수 이었다.
제2차 및 제3차 십자군 전쟁 두 번 다 아나톨리아를 통과할 때 이때와 비슷한 어려움을 겪었다.